# The Rebel Girl
The Rebel Girl ist ein Lied von Joe Hill aus dem Jahr 1915.

## Geschichte und Hintergrund
Das Lied wurde im Little Red Songbook der Industrial Workers of the World und 1915 als Notenblatt veröffentlicht. Hill schrieb das Lied für die IWW-Rednerin Elizabeth Gurley Flynn.
Das Lied wurde 1990 mit modernisierten Texten von Hazel Dickens auf dem Album Don't Mourn, Organize! wiederveröffentlicht.
Hill schickte Kopien der Notenblätter mit seinem eigenen Kunstwerk sowohl an Flynn als auch an die Scandinavian Propaganda League. Die IWW verwendete das Cover-Art von Arthur Machia in ihrer gedruckten Version der Noten.